# FLCL
FLCL (フリクリ, Furikuri, prononcé à l'étranger en Fooly Cooly ou encore Fuli Culi) est une série d'animation japonaise de six OAV réalisée par Kazuya Tsurumaki, écrite par Yōji Enokido et produite par le FLCL Production Committee, un comité de production qui comprenait Gainax, Production I.G et Starchild Records (un label de King Records). FLCL est une histoire qui suit Naota Nandaba, un garçon de douze ans dont la vie en banlieue est perturbée par l'arrivée de l'extraterrestre Haruko Haruhara.
La série de six épisodes est sortie au Japon entre avril 2000 et mars 2001 aux côtés d'un manga en deux volumes dessiné par Hajime Ueda et édité par Kōdansha, et de trois romans de Yōji Enokido et édités par Kadokawa Shoten. Dans les pays francophones, les DVD et Blu-ray des OAV sont édités par Dybex et ont été diffusés sur les chaînes françaises GONG et Nolife dans leur version originale sous-titrée. Adult Swim a initialement diffusé la série aux États-Unis en août 2003, où il a réussi à gagner un culte important et a été largement acclamé, malgré sa courte durée,.
En 2016, deux nouvelles saisons totalisant 12 épisodes ont été annoncées en coproduction entre Production I.G, Tōhō et Adult Swim,. La deuxième saison, FLCL Progressive, a été diffusée le 2 juin 2018 sur l'émission Toonami d'Adult Swim, tandis que la troisième et dernière saison, FLCL Alternative, a été diffusée le 8 septembre 2018. Au Japon, Alternative et Progressive ont eu des projections au cinéma qui sont sortis respectivement le 7 septembre et le 28 septembre 2018.

## Synopsis
La première saison de FLCL est une histoire de passage à l'âge adulte et tourne autour de Naota Nandaba, un garçon de 12 ans de la classe ouvrière vivant avec son père veuf et son grand-père. Sa vie dans la ville de Mabase est interrompue par l'arrivée d'une maniaque en Vespa nommée Haruko Haruhara. Elle renverse Naota puis le réanime avec la RCP avant de le frapper sur la tête avec sa basse électrique pour gaucher (une Rickenbacker 4001 bleue et vintage) et continue de le traquer,,. Trouvant Haruko en train de se frayer un chemin dans sa vie de femme de chambre, Naota découvre que la blessure à la tête qu'elle a causée a créé un portail « NO », dont émergent périodiquement des robots géants produits par une société connue sous le nom de Medical Mechanica. Le premier de ces robots est frappé à la tête par Haruko et devient un robot de service amical nommé plus tard Canti. Canti ingère Naota pour prendre la forme rougie qu'il avait d'abord lors de la lutte contre les robots envoyés après lui.
Haruko prétend qu'elle est une enquêteuse extraterrestre de la Confrérie de la police spatiale galactique, et sa présence met Naota et ceux qui l'entourent en danger. Le commandant du Bureau de l'immigration interstellaire, Amarao, avec qui Haruko a une histoire, révèle à la place qu'elle est une séductrice apathique à la recherche d'un être manipulant l'espace appelé Atomsk qui était partiellement contenu dans Canti. Chaque fois que Naota est absorbé par Canti, Atomsk est progressivement amené sur Terre. Alors qu'Atomsk est détenu par Medical Mechanica et que Haruko met finalement la Terre en danger, la société transforme finalement leur usine stationnée sur la planète en un appareil de terraformation apocalyptique, tentant de faire absorber Naota et Canti par le noyau du terminal apocalyptique. Le plan de Haruko échoue alors que Naota finit par devenir l'hôte d'Atomsk, puis le relâche dans l'univers après un bref combat qui met fin à l'attaque de Medical Mechanica sur Terre. Haruko poursuit Atomsk et la ville de Mabase revient à une certaine normalité.
Dans la deuxième saison, FLCL Progressive, Haruko revient à Mabase des années plus tard après une tentative infructueuse de contenir Atomsk, bien qu'elle ait réussi à l'absorber. En endossant le rôle de professeur principal de collège, Haruko cible une fille de 14 ans nommée Hidomi Hibajiri par le biais de son camarade de classe et de son éventuel amour Ko Ko. Haruko trouve de l'opposition à la fois dans les écouteurs portés par Hidomi et Julia Jinyu, une partie plus stoïque de Haruko qui s'est séparée d'elle lors de sa tentative initiale de contrôler le pouvoir d'Atomsk. Haruko finit par manger Julia pour se restaurer et utilise Ide pour obtenir Hidomi. Comme auparavant, cela provoque un conflit entre Medical Mechanica et le Bureau d'immigration interstellaire, car ce dernier a procédé à une rétro-ingénierie de la technologie de Canti pour utiliser les énergies de la Chaîne N.O pour leur propre usage. Atomsk apparaît sur Terre comme prévu, mais Haruko finit par échouer à nouveau avec une Julia libérée et prenant congé. Haruko retrouve son sang-froid et reprend sa traque d'Atomsk alors que Hidomi et Ide commencent leur relation tandis que Mabase se reconstruit après qu'une grande partie a été détruite par Medical Mechanica.
Dans la dernière saison, FLCL Alternative, Haruko entre dans la vie de la lycéenne Kana Kōmoto et de ses amis et est devenue une sorte de mentor pour Kana en aidant la transition de l'adolescente à l'âge adulte alors que Medical Mechanica commence son assaut sur Terre.

## Personnages
Haruko Haruhara (ハルハラ・ハル子, Haruhara Haruko, Écriture kanji :春子 (enfant du printemps))
Voix japonaise : Mayumi Shintani, voix française : Nathalie Homs
Elle est la mystérieuse extraterrestre aux cheveux roses qui est le personnage central des FLCL et sert de catalyseur antagoniste pour les événements anormaux de la série, ses objectifs sont pour la plupart inconnus sauf son désir obsessionnel d'avoir Atomsk en l'absorbant. Elle est une sociopathe énergique et une imprudente imprévisible qui est surnommée « Vespa Woman » pour conduire une Piaggio Vespa SS 180 jaune, prétendant avoir 19 ans et plus tard 16 malgré l'observation de Mamimi qu'elle a 20 ans. Haruko est généralement vu portant une guitare basse Rickenbacker 4001 bleu nuit pour gaucher, et affiche sa connaissance des types de guitare ainsi que des styles de musiciens de rock classiques américains, qui est modifié pour tirer des balles avec des modes hache et lance-roquettes. Haruko peut également l'utiliser pour voler et ouvrir une Chaîne N.O.. Dans le manga, elle utilise également un fusil similaire à un Mare's Leg. Haruko a également la capacité d'hypnotiser les personnes faibles d'esprit à se conformer à ses exigences ou à croire tout ce qu'elle veut, comme faire croire à quelqu'un un mauvais dessin comme une photographie d'une expérience fabriquée.
Naota Nandaba (ナンダバ・ナオ太, Nandaba Naota)
Voix japonaise : Jun Mizuki (ja), voix française : Susan Sindberg
Il est le protagoniste de 12 ans de la première série FLCL. Son nom est dérivé du mot japonais pour « honnêteté ». À son insu, il a le « bon type de tête » pour être utilisé comme une Chaîne N.O., une forme d'énergie dimensionnelle qui semble se manifester par des influx hormonaux.
Miyu Miyu (ミユ・ミユ)
Voix japonaise : Hideaki Anno
Il est le chat domestique de la famille Nandaba.
Shigekuni Nandaba (ナンダバ・シゲクニ, Nandaba Shigekuni)
Voix japonaise : Hiroshi Ito (ja), voix française : Thierry Kazazian
Il est le grand-père de Naota.
Kamon Nandaba (ナンダバ・カモン, Nandaba Kamon)
Voix japonaise : Suzuki Matsuo (ja), voix française : Bruno Magne
Kamon Nandaba est le père de Naota, âgé de 47 ans et un ancien journaliste de la culture pop travaillant en tant qu'écrivain indépendant, avec son propre tabloïd mauvais : le « Kamon-Mabase » (le titre est un jeu de mots pour « Come on, Mabase »). Comparé aux autres adultes dans FLCL, Kamon est le plus extrêmement immature d'entre eux, mais montre une quantité surprenante de sérieux et de prévenance. Il fait également le plus de références à la culture pop dont les EVA, un certain « Monkey-sensei » (se référant au créateur de la série Lupin III), Hamtaro, Mobile Suit Gundam et MTV.
Mamimi Samejima (サメジマ・マミ美, Samejima Mamimi)
Voix japonaise : Izumi Kasagi (ja), voix française : Bérangère Jean
Elle est une lycéenne absentéiste de 17 ans avec une tendance à être extravagamment chevaleresque dans la réalité qui porte un appareil photo et fume la plupart du temps, elle laisse sous-entendre qu'elle a été victime d'intimidation à son école et apparemment issue d'une famille brisée comme ses parents sont mentionnés sont séparés ou sont hors de sa vie. Elle était à l'origine la petite amie de Tasuku depuis qu'il l'avait sauvée d'un incendie à l'école primaire, qu'elle avait apparemment causé en raison de ses tendances pyromaniaques à brûler des choses qu'elle détestait comme son ancienne école. C'est devenu une pratique rituelle pour elle d'adorer sa divinité personnelle Cantido dont elle considérait Canti comme une incarnation. Alors que Mamimi cache sa nature destructrice, son aura de morbidité bénigne fait d'elle un paria aux yeux des autres, sauf Naota qui avait le béguin pour elle. La plupart des personnages se réfèrent à Mamimi simplement comme Mamimi, mais les amis de Naota la désignent comme « la femme de Naota », et Haruko l'appelle « Sameji », un raccourcissement de son nom de famille. Amarao la qualifie de « lycéenne ».
Amarao (アマラオ)
Voix japonaise : Kōji Ōkura (ja), voix française : Thierry Kazazian
Le commandant Amarao travaille pour le Bureau de l'immigration interstellaire, un intermédiaire pour les négociations entre le gouvernement et Medical Mechanica, tout en considérant Haruko comme une menace légitime pour provoquer Medical Mechanica à attaquer la Terre. Ayant une histoire avec Haruko, qui l'a utilisé comme Naota avant de l'abandonner pour ne pas respecter ses normes car ses portails sont petits, Amarao porte de faux sourcils en nori qui semblent neutraliser sa Chaîne N.O. aux côtés des sucreries. Mais il se révèle n'avoir aucun sourcil avec Haruko se moquant de lui en les prétendant couvrir son manque apparent de masculinité. Son véhicule de prédilection est un Fuji Rabbit (en), un scooter qui a été initialement produit en 1946 six mois avant la production initiale de la Vespa, laissant entrevoir les effets de Haruko sur lui dans sa jeunesse.
Kitsurubami (キツルバミ)
Voix japonaise : Chiemi Chiba, voix française : Naïké Fauveau
La lieutenante Kitsurubami est une jeune femme séduisante et la commandante en second d'Amarao au Bureau de l'immigration interstellaire, souvent vu en train de donner des données vitales sur la mission ou sur le terrain. Malgré les avances charmeurs d'Amarao, en respectant son supérieur malgré le fait qu'il est considéré étrange avec ses faux sourcils, Kitsurubami préfère garder leur relation strictement professionnelle. Elle semble également être tombée sous le charme de Canti, malgré sa tentative initiale de le détruire avec un fusil antichar tout en l'appelant à tort un « cyborg ». Kitsurubami souffre également de saignements de nez chroniques à chaque fois que l'on assiste à des manifestations de N.O provenant de la tête de Naota, bien que ces scènes puissent être jouées pour un effet comique.
Gaku Manabe (マナベ・ガク, Manabe Gaku)
Voix japonaise : Akira Miyajima, voix française : Martial Le Minoux
Âgé de 12 ans, il est un des camarades de classe de Naota et un de ses amis proches qui est obsédé par les baisers et d'autres choses de comportement sexuel.
Masashi Masamune (マサムネ・マサシ, Masamune Masashi)
Voix japonaise : Kazuhito Suzuki, voix française : Constantin Pappas
Un des camarades de classe de Naota âgé de 13 ans. Il est ami avec Naota et est souvent vu traîner avec lui, Gaku et Ninamori. Masashi a également un travail de livreur et conduit un camion, même s'il n'est qu'à l'école primaire. Le camion de son père est ensuite mangé par le noyau du terminal lorsque Mamimi en perd le contrôle. Masashi, comme Naota, semble généralement légèrement déprimé.
Eri Ninamori (ニナモリ・エリ, Ninamori Eri)
Voix japonaise : Mika Itō (ja), voix française : Christelle Reboul
Âgée de 12 ans, elle est une camarade de classe de Naota qui est souvent désignée par son nom de famille. Elle est la fille du maire de Mabase et la déléguée de la classe.
Junko Miyaji (ミヤジ・ジュンコ, Miyaji Junko)
Voix japonaise : Yukari Fukui (ja)
Elle est la professeure excentrique de Naota. Ses élèves lui ont donné le surnom de « Miya-Jun ». Elle semble être constamment troublée par les problèmes moins profonds que Naota semble créer, tels que la destruction de sa voiture (qui se produit deux fois au cours de la série) ou la terrible interruption d'une leçon. Même les jours « normaux », cependant, elle est pathétiquement incompétente : sa tentative d'enseigner l'utilisation des baguettes à une génération d'élèves élevés avec des cuillère-fourchettes se termine par la révélation qu'elle est incapable de les utiliser elle-même.

## Analyse
FLCL a plus généralement pour thème la transition à la majorité civile, dans le sens plus rituel que légal du passage de l'adolescence à l'âge adulte. FLCL contient beaucoup de second degré et maints styles standards y sont développés : science-fiction, comédie, drame, roman feuilleton, horreur.

## Production

### Fiche technique
- Réalisation : Katsuya Tsurumaki
- Direction artistique : Hiromasa Ogura
- Direction de l'animation : Nobutoshi Ogura
- Animation clé : Mitsuo Iso
- Dessinateur : Shinya Ohira
- Character designer : Yoshiyuki Sadamoto
- Musique : Shinkichi Mitsumune (ja), the pillows
- Éditeur :  King Records ;  Dybex

### Conception et développement
La première saison de FLCL a été réalisée par Kazuya Tsurumaki et produite par FLCL Production Committee, un comité de production qui comprenait Gainax, Production I.G et Starchild Records (un label de King Records).
Tsurumaki a déclaré qu'il avait essayé de « briser les règles » de l'anime lors de la création de FLCL, par exemple, en choisissant un groupe japonais contemporain pour fournir la bande originale, et en modelant davantage le style après « une publicité télévisée japonaise ou vidéo promotionnelle », créant un travail « court, mais dense ».
Le réalisateur de l'adaptation américaine et scénariste de FLCL, Marc Handler, a déclaré que l'adaptation du script était la partie la plus difficile de la série. Les blagues de l'émission comprenaient des références obscures à la culture pop qui devaient être décodées et transférées au public anglais. Un exemple était une référence à Cheerio (ja), une boisson non alcoolisée abandonnée au Japon, pour la version anglaise, le choix a été fait d'utiliser une boisson non alcoolisée américaine abandonnée à l'époque, le Crystal Pepsi. Le réalisateur Kazuya Tsurumaki a répondu aux critiques du FLCL, déclarant que « la compréhension ne devrait pas être un facteur important dans FLCL ».
Le bâtiment de Medical Mechanica présenté dans la série a la forme d'un grand fer à repasser. Le personnage d'Amarao décrit le but de Medical Mechanica comme la destruction de toute pensée. FLCL utilise le fer comme une répartition symbolique de la « pensée » en lissant les rides, ce qui équivaut à l'élimination des rides du cerveau. Pour l'adaptation en anglais, l'équipe japonaise a dû expliquer le concept car une traduction directe du script n'exprimait pas l'idéologie.

### Sortie
Six DVD et VHS, contenant chacun un épisode, ont été publiés au Japon par Starchild Recors (un label de King Records). De plus, un coffret intégral contenant les six DVD a été publié au Japon le 13 août 2005.
Dans les pays francophones, FLCL est distribuée par Dybex dont les 3 coffrets DVD, contenant chacun deux épisodes, sont sortis entre novembre 2003 et février 2004 ; plusieurs éditions d'intégrale sont par la suite publiées et dont une version Blu-ray en novembre 2011. Une première tentative de diffusion de la série en francophonie a eu lieu le 20 décembre 2001 avec les deux premiers épisodes sur Jimmy, suivis de plusieurs rediffusions du premier épisode en 2004 sur MCM, et c'est à partir d'août 2009 que la chaîne GONG diffuse intégralement la série dans leur version originale sous-titrée (VOST) ; en juin 2010, Nolife a également diffusé les OAV, également en VOST.
Trois coffrets DVD ont été publiés par Synch-Point en Amérique du Nord. Une intégrale DVD en anglais a été publiée le 23 janvier 2007 mais n'est depuis plus éditée,. En janvier 2010, Funimation a annoncé qu'elle avait acquis la licence de la série et la publierait en DVD et Blu-ray en février 2011. Peu de temps après, elle a été publiée en Australie et en Nouvelle-Zélande par Madman Entertainment dans un coffret de 3 DVD et d'un coffret Blu-ray. Il est également édité au Royaume-Uni par MVM Films (en),. La série a également été diffusée aux États-Unis sur Adult Swim de Cartoon Network du 4 au 13 août 2003,.

### Musique
Six chansons sont utilisées pour les génériques des épisodes, dont cinq sert d'opening et un d'ending, qui sont toutes produites par le groupe the pillows. La chanson One Life (ja) est utilisée comme opening pour le premier épisode, Instant Music (インスタント ミュージック, Insutanto Myūjikku) pour les épisodes 2 et 3, Happy Bivouac (ja) pour l'épisode 4, Runners High (ja) pour l'épisode 5 et carnaval (カーニバル, Kānibaru) pour l'épisode 6. Pour l'ending, il s'agit de la chanson Ride on shooting star (ja). Les chansons des combats sont Advice (ja), Little Busters (ja) et I think I can (ja).
Geneon Entertainment a publié trois bandes originales comprenant les chansons de the pillows et les partitions du compositeur Shinkichi Mitsumune. La première bande originale, intitulée FLCL No.1: Addict (フリクリNo.1 アディクト), contient des morceaux présentés dans les trois premiers épisodes de FLCL, elle est sortie le 4 octobre 2000 au Japon. La deuxième bande originale, intitulée FLCL No.2: Kaizoku-ō (フリクリNo.2 海賊王, Furi Kuri No.2 Kaizoku-ō, litt. « Roi des Pirates »), contient des morceaux présentés dans les trois derniers épisodes de FLCL et est sortie le 25 juillet 2001 pour le Japon. Ce volume présente un Drama CD, avec la distribution de FLCL jouant les différentes parties, faisant de cet album comme une sorte de suite aux OAV. La troisième originale, intitulée FLCL No.3 (フリクリNo.3), est une compilation des deux premières bandes originales, ne contenant que de la musique de the pillows. Elle est publiée le 8 juin 2005. Contrairement aux deux précédentes bandes, les chansons sont les versions vocales originales des vinyles (LPs) du groupe.
@Anime, dans sa stratégie de diversification, a publié une édition de deux vinyles présentant 21 pistes de la bande originale le 11 novembre 2019 ; à la suite d'importantes demandes, l'éditeur a également publié une édition au format CD le 6 avril 2020.

### Liste des épisodes
| No | Titre français     | Titre japonais | Titre japonais | Date de 1re diffusion |
| No | Titre français     | Kanji          | Rōmaji         | Date de 1re diffusion |
| --- | ------------------ | -------------- | -------------- | --------------------- |
| 1 | Fooly Cooly        | フリクリ       | Furi Kuri      | 26 avril 2000         |
| Naota Nandaba est un garçon qui vit dans la banlieue japonaise de Mabase avec son père et son grand-père. Il fréquente Mamimi Samejima, une fille plus âgée, qui était amie avec son grand frère parti pour l'Amérique. Une usine géante appartenant à Medical Mechanica s'est implantée récemment à Mabase, elle rejette quotidiennement de la fumée qui envahit la ville, et sa forme rappelle celle d'un fer à repasser. Un jour, Naota est renversé par Haruko Haruhara, une fille de dix-neuf ans en Vespa. Touché à la tête, une bosse apparait sur son front. Elle devient une corne, que Naota arrive à dissimuler sous un pansement. Haruko se fait engager comme domestique par la famille de Naota. Dans la soirée, la corne se met à grossir, deux robots de la Medical Mechanica en émergent et se mettent à se battre. Le robot rouge humanoïde avec un écran en guise de tête en sort vainqueur, il intègre la famille de Naota. |                    |                |                |                       |
| 2 | FireStarter        | ファイスタ     | FiSta          | 21 juin 2000          |
| Mamimi joue au jeu vidéo Fire Starter, dans lequel apparait le dieu des flammes noires nommé Kanchi, elle espère le retrouver dans la réalité. Lorsqu'elle croise le robot rouge, elle pense l'avoir trouvé, le robot est alors nommé Kanchi. Haruko se présente comme détective spatiale. Lorsqu'elle enquête autour de l'usine, elle remarque qu'elle ne possède pas d'entrée. Des incendies criminels se déclenchent régulièrement à Mabase. Mamimi et le frère de Naota se sont connus le jour du premier incendie, celui de l'école primaire. Kanchi et Mamimi passent du temps dans les décombres. Deux cornes réapparaissent sur la tête de Naota. Un robot fini par en sortir, et il est combattu par Haruko et Kanchi. Le nouveau robot a l'avantage, mais lorsque Kanchi engloutit Naota, il devient plus puissant et terrasse le nouveau robot. Kanchi éjecte Naota à la fin du combat.                                              |                    |                |                |                       |
| 3 | Marquis de Carabas | マルラバ       | Maru-Raba      | 23 août 2000          |
| Naota se rapproche d'une camarade de sa classe : Ninamori, qui est la fille du maire de la ville, et la déléguée de classe. Une pièce de théâtre est organisé à l'école, et Ninamori truque les résultats pour qu'elle obtienne le premier rôle et que Naota obtienne le second rôle. Le rôle de Naota est un chat parlant, et des oreilles de chat apparaissent sur sa tête. Ils sont tous les deux victimes d'un accident provoqué par Haruko en Vespa. Ninamori est alors invitée à passer la nuit dans la famille de Naota. Le lendemain, lors de la répétition de la pièce, un nouveau robot sort de la tête de Ninamori, qui est combattu par Haruko et Kanchi. Comme le combat précédent, la fusion de Kanchi et de Naota parvient à bout du robot. |                    |                |                |                       |
| 4 | Full Swing         | フリキリ       | Furi Kiri      | 25 octobre 2000       |
| Amarao vient mettre Naota en garde contre Haruko. Un satellite endommagé tombe en direction de Mabase, Naota le renvoie dans l'espace en utilisant une guitare qu'Haruko a sortie de sa tête comme batte de baseball. |                    |                |                |                       |
| 5 | Brittle Bullet     | ブラブレ       | Bura-Bure      | 21 décembre 2000      |
| Amarao, aidé par sa subordonnée Kitsurubami tente d'anéantir Kanchi et Haruko, mais n'y arrive pas. Mamimi et Naota se s'ont éloignés, elle pense que Naota est amoureux d'Haruko. Un nouveau robot sort de la tête de Naota, il est combattu et vaincu, et se transforme en main géante inerte, plantée à côté de l'usine. |                    |                |                |                       |
| 6 | FLCLimax           | フリクラ       | Furi Kura      | 16 mars 2001          |
| Mamimi découvre un robot de compagnie, et l'adopte. Celui-ci mange les téléphones portables, et grossi. Sa taille devient telle qu'il peut manger des véhicules. Amarao explique à Naota qu'Haruko cherche Atomsk dont elle est amoureuse, un homme possédant un pouvoir capable de s'emparer de planètes. Atomsk a été capturé par la Medical Mechanica. Le robot de compagnie avale Kanchi, puis Naota, et fusionne avec la main, qui s'anime. La main saisie alors du fer à repasser, mais Naota acquiert le pouvoir d'Atomsk et met la main en déroute. Puis Atomsk sort de la tête de Naota et part. Haruko part alors à sa poursuite. |                    |                |                |                       |

## Accueil

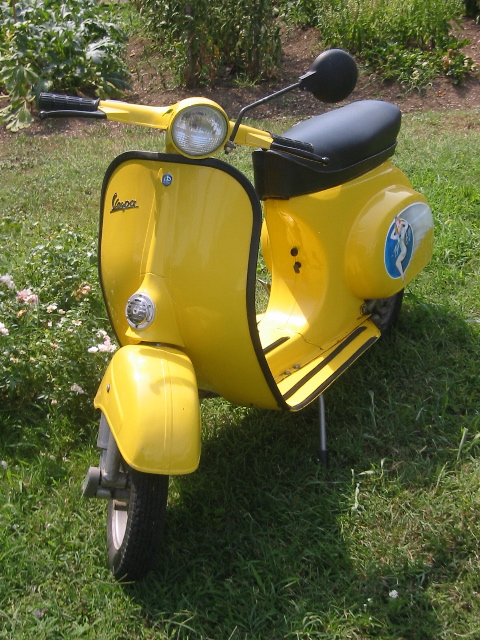
Un scooter Vespa, comme celui utilisé par Haruko.

FLCL a reçu un accueil plutôt positif. La série a été décrite comme « bizarre » et « surréaliste », et est reconnue pour son contenu symbolique, son intrigue inhabituelle et sa bande sonore composée par the pillows. Sa nature expérimentale est également notable, qui comprend une scène entière réalisée dans le style d'animation de papiers découpés de la série d'animation américaine South Park,, ou des tours de rotation de caméra à la Matrix.
Christopher McDonald d'Anime News Network l'a qualifié de « purement hilarant » et « visuellement superbe » avec de la bonne musique, citant le packaging de 2 épisodes par DVD comme la seule faiblesse de la sortie originale de Synch-Point en Amérique du Nord. Robert Nelson de T.H.E.M. Anime Reviews, sur une note de 4 étoiles sur 5, a déclaré que « FLCL peut ne pas avoir une intrigue simple ou profonde. Il peut ne pas avoir de caractérisations complexes. Et puis zut, il peut ne pas avoir de sens. Mais FLCL réussit dans son véritable objectif. Il est amusant à regarder ! ». Chris Beveridge de Mania lui a donné un « A− », déclarant que « FLCL est quelque chose qui a permis aux personnes impliquées d'essayer une grande variété de styles et de techniques et qui semble assez expérimental. Mais presque tout a fonctionné en leur faveur et vous vous retrouvez avec trois heures d'action rapide presque effréné, de la comédie et des commentaires sur la vie moderne ». Brian Ruh a fait l'éloge de la série sur Anime News Network, déclarant « C'était très frénétique et continuait à pousser l'enveloppe sur ce qui était possible dans l'animation japonaise ».
Le chroniqueur d'IGN, Davis Smith, a passé en revue les OAV peu de temps après leur sortie en anglais auxquels il a salué dans son article le récit inhabituel de la série, une animation de très haute qualité et la bande sonore fournie par the pillows ; donnant la série un score de 9 sur 10 et en concluant que « la logique dicte que FLCL devrait être un désordre indiscipliné et sans incidence, étant donné toute la folie que ses créateurs tentent de souder dans un ensemble fonctionnel. Pourtant, bien qu'il soit difficile d'expliquer exactement pourquoi, ça marche. Ça me divertit. Parfois, ça me fait rire ; parfois, ça me laisse un peu larmoyant ; parfois, ça me donne envie de crier et de hurler et enflammer des choses et de casser des fenêtres avec des battes de baseball et oui, peut-être même acheter une Vespa. C'est le genre de succès que vous ne pouvez pas contester ».
Du 3 janvier au 7 février 2012, Hayden Childs, du webzine The A.V. Club, a rédigé une analyse hebdomadaire en six parties et une revue de chaque épisode de FLCL pour célébrer la troisième saison de La Légende de Korra, une série fortement influencée par le style d'animation de FLCL. Dans l'article, Childs a donné une critique extrêmement positive de la série, la comprenant comme une histoire de maturité d'inspiration surréaliste, déclarant : « Pour tous ses aspects sauvages et initialement déroutants, le but principal de FLCL est la documentation impressionniste et souvent naturaliste du passage de Naota à la maturité ».

### Prix et distinctions
Le 12 août 2003, un communiqué de presse de Time Warner notait les succès de Cartoon Network : FLCL « est classé 42e parmi toutes les émissions sur câble financé par la publicité chez les adultes de 18 à 34 ans ». Toujours en 2003, FLCL a remporté le prix de bronze du meilleur film d'animation au festival FanTasia,. Le 24 février 2007, FLCL a été nommé pour la « Meilleure distribution » et est lauréat dans les catégories « Meilleure série de comédie » et « Meilleure courte série » aux American Anime Awards (en). Le magazine Anime Insider (en) a classé FLCL 4e dans sa liste des meilleurs anime édités en anglais de tous les temps en novembre 2007.

## Adaptations

### Manga
Il existe un manga en deux tomes, développé en parallèle à la série. L'histoire y est sensiblement la même, même si l'humour déjanté s'efface régulièrement pour un ton plus noir et plus psychologique[réf. nécessaire] du dessinateur Hajime Ueda.
Le manga est prépublié dans Magazine Z et édité par Kōdansha. Il a été compilé en deux volumes qui ont été publiés respectivement le 23 octobre 2000 et le 23 août 2001,. Le manga a été réédité au format bunkoban avec les deux volumes étiquetés Jō (上) et Ge (下) dans la collection intitulée Kōdansha Box (ja). Le volume Jō a été publié le 7 mai 2007 et le volume Ge a été publié le 4 juin 2007,. Une version éditée au format tankōbon du manga qui a été publiée dans les coffrets DVD, a été publiée le 10 janvier 2012 et le 9 février 2012 respectivement dans la collection Seikaisha Bunko (ja),.
Pika Édition a édité une version française du manga dont les deux volumes sont sortis en novembre 2003,.

### Romans
Une série de romans en trois volumes a été écrite par le scénariste de l'anime, Yōji Enokido, et illustrée par Kazuya Tsurumaki et Hiroyuki Imaishi. Les romans couvrent les 6 épisodes de l'anime, introduisant des éléments qui n'étaient pas présents dans la production originale. Ils ont été publiés au Japon par Kadokawa Shoten dans la collection Kadokawa Sneaker Bunko respectivement en juin 2000  (ISBN 4-04-423601-1), octobre 2000  (ISBN 4-04-423602-X) et mars 2001  (ISBN 978-4-04-423603-8).

## Suites
Le site d'actualité américain Anime News Network a rapporté le 31 août 2015 que le studio de production Production I.G prévoyait peut-être un remake de la série populaire après avoir annoncé le rachat des droits de FLCL à la société de production Gainax. Cela a conduit de nombreuses personnes à spéculer sur le potentiel d'un remake ou d'une éventuelle suite de la série. Selon Hideaki Anno, le studio d'Anno khara devait à l'origine acheter les droits de FLCL à Gainax. Cependant, avant que l'accord ne soit conclu, Gainax a soudainement augmenté le prix demandé, laissant ainsi tomber cet accord.
Les suites de la série d'animation ont été annoncées le 24 mars 2016 par Toonami sur ses réseaux sociaux auxquels 12 nouveaux épisodes de FLCL seraient produits en coopération avec Production I.G. Ces deux saisons se déroulent plusieurs années après la première série. L'équipe de production comprend le character designer original de la série Yoshiyuki Sadamoto et le retour du réalisateur original Kazuya Tsurumaki pour superviser la production qui est réalisée par Katsuyuki Motohiro, ainsi que le groupe the pillows pour contribuer à la bande originale, bien que la partition ait été principalement composée par R・O・N (ja) de la société de production musicale VERYGOO,.
La deuxième saison, intitulée FLCL Progressive (フリクリ プログレ, Furikuri Purogure), est diffusée pour la première fois le 2 juin 2018 sur l'émission Toonami d'Adult Swim ; la troisième et dernière saison, FLCL Alternative (フリクリ オルタナ, Furikuri Orutana), est diffusée à partir du 8 septembre 2018. Au Japon, les six épisodes d'Alternative et ceux de Progressive ont été compilés pour être projeté en salles le 7 septembre et le 28 septembre 2018, respectivement. Le premier épisode de FLCL Alternative a été diffusé en avant-première de manière inattendue à minuit le 1er avril sur Toonami, dans une version en japonais avec des sous-titres en anglais. Le jour de la diffusion américaine de la deuxième saison, Toonami a simultanément annoncé via sa page Facebook qu'il retarderait les versions sous-titrées en anglais des deux nouvelles saisons jusqu'en novembre 2018, en respect des sorties japonaises. Crunchyroll diffuse en ligne les versions japonaises sous-titrées des deux séries dans le monde entier, excepté en Asie,.
En Amérique du Nord, Warner Bros. a publié FLCL Progressive en DVD le 1er octobre 2019 et a ensuite publié FLCL Alternative en DVD et un Blu-ray comprenant les deux saisons le 4 février 2020.

### Liste des épisodes

#### FLCL Progressive
| No | Titre français     | Titre japonais | Titre japonais | Date de 1re diffusion |
| No | Titre français     | Kanji          | Rōmaji         | Date de 1re diffusion |
| -- | ------------------ | -------------- | -------------- | --------------------- |
| 1  | Re-start           | サイスタ       | Saisuta        | 2 juin 2018           |
| 2  | Freebie honey      | フリハニ       | Furihani       | 9 juin 2018           |
| 3  | Stone skipping     | ミズキリ       | Mizukiri       | 16 juin 2018          |
| 4  | LooPQR             | ラリルレ       | Rarirure       | 23 juin 2018          |
| 5  | Fool on the planet | フルプラ       | Furupura       | 30 juin 2018          |
| 6  | Our running        | アワラン       | Awaran         | 7 juillet 2018        |

#### FLCL Alternative
| No | Titre français       | Titre japonais | Titre japonais | Date de 1re diffusion |
| No | Titre français       | Kanji          | Rōmaji         | Date de 1re diffusion |
| -- | -------------------- | -------------- | -------------- | --------------------- |
| 1  | Flying memory        | フラメモ       | Fura Memo      | 8 septembre 2018      |
| 2  | Grown-up wannabe     | トナブリ       | Tonaburi       | 15 septembre 2018     |
| 3  | Freestyle collection | フリコレ       | Furikore       | 22 septembre 2018     |
| 4  | Pit-a-pat            | ピタパト       | Pitapato       | 29 septembre 2018     |
| 5  | Shake it off         | フリステ       | Furisute       | 6 octobre 2018        |
| 6  | Full flat            | フルフラ       | Furufura       | 13 octobre 2018       |